# Pearl necklace

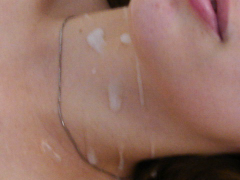
Pearl necklace

Pearl necklace (ang. dosł. perłowy naszyjnik, naszyjnik z pereł, sznur pereł) – slangowe określenie odnoszące się do zachowania seksualnego, podczas którego mężczyzna ejakuluje na szyję, tors czy piersi innej osoby (ale nie na twarz). Ejakulacja może być wynikiem stymulacji następującej podczas fellatio, masturbacji, czy stosunku międzypiersiowego.
Określenie „perłowy naszyjnik” pochodzi od skojarzenia kropli nasienia na szyi kobiety z naszyjnikiem z białych pereł.
Jest to jedna z form aktywności seksualnej wykorzystywana w prostytucji jako forma bezpiecznego seksu (choć potencjalnie każda aktywność seksualna, która wiąże się z kontaktem z płynami ciała innej osoby może wiązać się z ryzykiem przekazania chorób przenoszonych drogą płciową), w szczególności wobec klientów odmawiających używania kondomów.

## Odniesienia w popkulturze
Zespół ZZ Top użył tego terminu jako tytułu jednej ze swojej piosenek z albumu El Loco, co spotkało się z krytyką zarzucającą muzykom uprzedmiotowienie kobiet. Termin pojawia się w 69 odcinku (premiera w 2004 roku) serialu telewizyjnego Seks w wielkim mieście, w którym bardziej doświadczona seksualnie bohaterka objaśnia jego slangowe znaczenie nieświadomej koleżance.